# 浅茅野站
淺茅野站（日语：／ Asajino eki */?），是曾位於日本北海道（宗谷支廳）宗谷郡猿拂村字淺茅野的北海道旅客鐵道（JR北海道）天北線廢站。電報略號為チノ。伴隨同線廢線於1989年（平成元年）5月1日廢站。

## 相鄰車站
北海道旅客鐵道
天北線
飛行場前－淺茅野－猿拂